# Małgorzata Ziętkiewicz
Małgorzata Ziętkiewicz – polska dziennikarka i reporterka telewizyjna związana z telewizją Polsat.

## Życiorys
Absolwentka VI Liceum Ogólnokształcącego im. Joachima Lelewela w Łodzi oraz Wydziału Prawa i Administracji Uniwersytetu Łódzkiego. Była dziennikarką TVP Łódź. Była również wydawczynią i prowadzącą m.in. programy informacyjne (Panorama w TVP2) oraz publicystyczne. Autorka filmów dokumentalnych. Zajmuje się tematyką społeczną, kulturalną i religijną, w tym upowszechnianiem wiedzy na temat nauczania Kościoła.

## Nagrody i odznaczenia
- Laureatka Małego Feniksa, przyznawanego przez Stowarzyszenie Wydawców Katolickich[1].
- W 2023 została nagrodzona dwoma złotymi statuetkami BohaterON im. Powstańców Warszawskich (BohaterON w kategorii Dziennikarz oraz BohaterON publiczności) za reportaż „Pochód”, który opowiada historię powstania w getcie warszawskim poprzez odkryte po osiemdziesięciu latach negatywy fotograficzne, których autorem był polski strażak Leszek Grzywaczewski[3].
- W 2023 laureatka Nagrody Dziennikarskiej „Ślad” im. bp. Jana Chrapka[4].
- W 2025 odznaczona Złotym Krzyżem Zasługi[5].